# Aurelio de los Reyes
Aurelio de los Reyes García Rojas  (Aguascalientes, Aguascalientes, 3 de agosto de 1942) es un historiador, escritor, investigador y académico mexicano. Se ha especializado en la historia del cine de México y en la investigación iconográfica. Ha montado diversas exposiciones y ha sido guionista de mediometrajes.

## Estudios
Se trasladó a la Ciudad de México en donde estudió en la Escuela Nacional Preparatoria, después ingresó a la Facultad de Filosofía y Letras de la Universidad Nacional Autónoma de México (UNAM) en donde cursó la licenciatura en Historia de 1965 a 1969. Fue maestro de tiempo completo en la Escuela de Historia de la Facultad de Humaidades de la Universidad Veracruzana en donde también fue subdirector de difusión cultural. Realizó un doctorado en El Colegio de México de 1973 a 1979, y un doctorado en Letras en la UNAM de 1980 a 1984.

## Docencia e investigación
Impartió clases de posgrado en la Universidad Iberoamericana de 1982 a 1993, de Historia del Arte Mexicano en el Museo Franz Mayer y en la Universidad Autónoma de San Luis Potosí. Ha sido profesor invitado en la Universidad de Santiago de Compostela, en la Universidad de Kioto y en la Universidad de Brasilia. Fue investigador del Sistema Nacional de Investigadores de 1983 a 2009 alcanzando el nivel III en 1993. Es investigadror del Instituto de Investigaciones Estéticas de la UNAM desde 1977. Es miembro del Seminario de Cultura Mexicana desde 2000, año en el que obtuvo la Beca Guggenheim para la investigación en archivos europeos y estadounidenses de la historia del cine mudo. En 2001 obtuvo la beca de la Fundación Rockefeller para el Study and Conference Center de Bellagio, Italia. En 2009, fue nombrado miembro de número de la Academia Mexicana de la Historia en donde ocupa el sillón 16 y se desempeña como tesorero. Ha sido curador de diversas exposiciones.

## Premios y distinciones
- Diosa de Plata de los Periodistas Cinematográficos de México (Pecime), por el documental ¿Una ciudad conocida? en 1962.
- Premio Ariel de la Academia Mexicana de Artes y Ciencias Cinematográficas por el cortometraje documental Y el cine llegó en 1992.
- Diploma y reconocimiento del Comité Mexicano de Ciencias Históricas por el mejor artículo sobre historia contemporánea en 1996.
- Diploma y reconocimiento de la Academia Mexicana de Artes y Ciencias Cinematográficas por el rescate de la memoria cinematográfica en 1996.
- Reconocimiento de los Cronistas del Estado de Zacatecas por su investigación y contribución a la historiografía zacatecana en 2004.
- Premio Antonio García Cubas del Instituto Nacional de Antropología e Historia por su libro ¿No queda huella ni memoria? en 2004.
- Reconocimiento de la Academia de Artes y Ciencias Cinematográficas de Los Ángeles, California por su trayectoria de investigación del cine mudo mexicano en 2006.[3]
- Premio Universidad Nacional en Investigación en Artes de la UNAM en 2007.
- Doctorado honoris causa por la Universidad Autónoma de Aguascalientes en noviembre de 2023.[4]

## Obras publicadas
Ha publicado más de un centenar de artículos de revistas, capítulos y libros. También ha sido coordinador y editor. Entre sus obras destacan:
- Orígenes del cine en México. 1896-1900, en 1972.
- "La segunda república federal y la dictadura santanista" en Historia de México de Salvat, en 1974.
- "El cine mudo" en 80 años de cine en México publicado por la UNAM, en 1977.
- Con Villa en México. Testimonios de los camarógrafos norteamericanos en la Revolución, en 1985.
- Medio siglo de cine mexicano, en 1987.
- Los caminos de la plata, en 1990.
- "Le muet. 1920-1930" en Le cinéma Mexicaine del Centre George Pompidou, en 1993.
- "The Silent Cinema" en Mexican Cinema del British Film Institute, en 1995.
- Dolores del Río, en 1996.
- "Semblanza de una voz. María Callas" en María Callas: una mujer, una voz, un mito del Instituto Nacional de Bellas Artes, en 2000.
- "Il cinema messicano muto" en Storia del cinema de Giulio Einaudi Editore, en 2001.
- ¿No queda huella ni memoria?. Semblanza iconográfica de una familia, en 2002.
- "Crimen y castigo: la disfunción social en el México posrevolucionario" en Historia de la vida cotidiana en México en el siglo XX de El Colegio de México, en 2005.
- El nacimiento de ¡Qué viva México!, en 2006.

## Filmografía
- Crítica a Mexican Cinema/Mexican Woman. 1940-1950 de Joanne Hershfield publicada en Historia Mexicana del Centro de Estudios Históricos de El Colegio de México, en 1997.
- Crítica a Luis Buñuel and Mexico de Francisco Muñoz Acevedo publicada en Historia Mexicana de El Colegio de México, en 2004.
- Reseña a Cinemachismo, Masculinities and Sexuality in Mexican Film en Historia Mexicana de El Colegio de México, en 2007.